# The Reflection Tour
The Reflection Tour è stato il quarto tour ufficiale del gruppo musicale statunitense Fifth Harmony. È stato creato per promuovere il loro il loro primo album in studio Reflection (2015). Il tour era composto da 5 tappe per un totale di 62 spettacoli. Il tour ha preso inizio a San Francisco il 27 febbraio 2015 e si è concluso in 12 febbraio 2016 a Dubai.
La prima parte del tour è stata intrapresa nel Nord America. Dopo questa prima tappa il gruppo ha annunciato un prolungamento del tour, chiamato Reflection: The Summer Tour, della durata di due mesi con spettacoli intrapresi principalmente negli Stati Uniti.
Dopo la conclusione del Reflection: The Summer Tour sono state annunciate delle date per una terza e nuova tappa che è stata intrapresa in Europa, con un totale di 6 spettacoli. A questa tappa è stato dato il nome di European Reflection Tour. Infine la band si è esibita in due tappe aggiuntive in Messico e negli Emirati Arabi Uniti.

## Background
Il tour è stato creato per promuovere il loro il loro primo album in studio Reflection (2015). Il tour era composto da 5 tappe per un totale di 62 spettacoli. Il tour ha preso inizio a San Francisco il 27 febbraio 2015 e si è concluso in 12 febbraio 2016 a Dubai. Il tour è composto da 5 tappe per un totale di 62 spettacoli. Ha avuto vari prolungamenti in corso d'opera. La prima tappa è iniziata il 27 febbraio 2015 a San Francisco ed è terminata a Glenside il 6 aprile 2015 con 23 concerti. Mahogany Lox, Jasmine V e Jacob Whitesides sono stati gli artisti di apertura. 16 spettacoli dei questa prima tappa sono stati sold out. Yahoo! livestreamed ha registrato il concerto durante l'esibizione del 24 marzo 2015 tenutasi a Boston.

### Reflection: The Summer Tour
Dopo la prima tappa il gruppo ha annunciato un prolungamento del tour, chiamato Reflection: The Summer Tour. Questa seconda tappa ha avuto una durata di due mesi con 31 spettacoli intrapresi principalmente negli Stati Uniti. Il Reflection: The Summer Tour ha avuto inizio a Louisville il 15 luglio 2015 ed è terminato il 10 ottobre 2015 a Paradise Island nelle Bahamas. Il gruppo ha annunciato questa seconda tappa durante il Pool Party sponsorizzato da Candie's e Periscope. I costumi di scena per il tour sono stati disegnati e realizzata da  Marina Toybina, vincitrice di quattro Emmy. Common Kings, Bea Miller, Natalie La Rose e The Never Endin hanno aperto i concerti per questa seconda tappa.

### European Reflection Tour
Visto il successo delle precedenti tappe, alla conclusione del Reflection: The Summer Tour sono state annunciate delle date per una terza e nuova tappa che è stata intrapresa in Europa, con un totale di 6 spettacoli in 5 paesi differenti. A questa tappa è stato dato il nome di European Reflection Tour. Lo European Reflection Tour ha avuto inizio a Madrid il 26 ottobre 2015 ed è terminato il 9 novembre 2015 a Parigi. Paul Rey ha aperto i concerti in Germania e in Francia mentre Dionne Bromfield ha aperto i concerti nel Regno Unito. Anche per questa tappa Marina Toybina ha realizzato i costumi di scena.
Successivamente la band si è esibita in due tappe aggiuntive in Messico e negli Emirati Arabi Uniti.

## Risposta commerciale
Originariamente vennero annunciati 23 spettacoli tra Stati Uniti e Canada. Poco dopo l'annuncio delle date, 16 spettacoli sono stati sold out. Visto la grande richiesta sono stati aggiunti 31 spettacoli che sono stati intrapresi principalmente negli Stati Uniti; successivamente sono state aggiunte ulteriori date in Europa, in Messico e negli Emirati Arabi Uniti.

## Trasmissione e registrazioni
Durante il concerto del 24 marzo 2015 tenutosi presso il The Wilbur di Boston Yahoo! livestreamed ha mandato in onda il concerto in contemporanea con l'esibizione del gruppo. La band ha dichiarato di "essere molto emozionate per il fatto che Yahoo Live manderà in onda il nostro Reflection Tour. In questo modo tutti gli Harmonizers che non sono riusciti a venirci a vedere potranno guardarci live durante il concerto che terremo a Boston il 24 marzo".

## Scaletta del tour

### The Reflection Tour
1. Reflection
2. Going Nowhere
3. Miss Movin' On
4. Sledgehammer
5. Better Together
6. Suga Mama
7. Worth It
8. Interludio: Body Rock/Them Girls Be Like (Instrumental)
9. Who Are You

1. Take Me To Church (Cover di Hozier)
2. We Know
3. Medley Cover Mariah Carey
4. Like Mariah
5. Everlasting Love
6. Top Down
7. This Is How We Roll
8. Boss
9. Brave Honest Beautiful

### Reflection: The Summer Tour
1. Boss
2. Reflection
3. Going Nowhere
4. Miss Movin' On/We Will Rock You/Bad Blood/Bitch Better Have My Money
5. Sledgehammer
6. Suga Mama
7. Them Girls Be Like
8. Top Down
9. Better Together

1. This Is How We Roll
2. Brave Honest Beautiful
3. Like Mariah
4. We Know
5. Who Are You
6. Medley Cover
7. Everlasting Love
8. Worth It
9. Body Rock

### European Reflection Tour
1. Boss
2. Reflection
3. Going Nowhere
4. Miss Movin' On/We Will Rock You/Bad Blood/Bitch Better Have My Money
5. Sledgehammer
6. Suga Mama
7. I'm In Love With A Monster
8. Top Down
9. Better Together

1. This Is How We Roll
2. Brave Honest Beautiful
3. Like Mariah
4. We Know
5. Who Are You
6. Medley Cover
7. Everlasting Love
8. Worth It
9. Body Rock

## Date del tour
| Data             | Città             | Paese               | Luogo                                              |
| ---------------- | ----------------- | ------------------- | -------------------------------------------------- |
| Nord America     |                   |                     |                                                    |
| 27 febbraio 2015 | San Francisco     | Stati Uniti         | Regency Ballroom                                   |
| 28 febbraio 2015 | San Diego         | Stati Uniti         | House of Blues                                     |
| 1 marzo 2015     | Los Angeles       | Stati Uniti         | Club Nokia                                         |
| 3 marzo 2015     | Dallas            | Stati Uniti         | South Side Ballroom                                |
| 4 marzo 2015     | Houston           | Stati Uniti         | Warehouse Live                                     |
| 6 marzo 2015     | Fort Lauderdale   | Stati Uniti         | Parker Playhouse                                   |
| 7 marzo 2015     | Tampa             | Stati Uniti         | Busch Gardens                                      |
| 9 marzo 2015     | Atlanta           | Stati Uniti         | Buckhead Theatre                                   |
| 11 marzo 2015    | Charlotte         | Stati Uniti         | Amos' Southend                                     |
| 13 marzo 2015    | Norfolk           | Stati Uniti         | The NorVa                                          |
| 14 marzo 2015    | Richmond          | Stati Uniti         | The National                                       |
| 16 marzo 2015    | Chicago           | Stati Uniti         | The Vic Theatre                                    |
| 18 marzo 2015    | Indianapolis      | Stati Uniti         | Egyptian Room at Old National Centre               |
| 20 marzo 2015    | Royal Oak         | Stati Uniti         | Royal Oak Music Theatre                            |
| 22 marzo 2015    | Toronto           | Canada              | Sound Academy                                      |
| 24 marzo 2015    | Boston            | Stati Uniti         | The Wilbur                                         |
| 26 marzo 2015    | Red Bank          | Stati Uniti         | Count Basie Theatre                                |
| 28 marzo 2015    | Albany            | Stati Uniti         | Upstate Concert Hall                               |
| 30 marzo 2015    | Mashantucket      | Stati Uniti         | The Grand Theater at Foxwoods Resort Casino        |
| 1 aprile 2015    | New York          | Stati Uniti         | PlayStation Theater                                |
| 3 aprile 2015    | Youngstown        | Stati Uniti         | Stambaugh Auditorium                               |
| 5 aprile 2015    | Bethlehem         | Stati Uniti         | Sands Bethlehem Event Center                       |
| 6 aprile 2015    | Glenside          | Stati Uniti         | Keswick Theatre                                    |
| Nord America     |                   |                     |                                                    |
| 15 luglio 2015   | Louisville        | Stati Uniti         | Palace Theatre                                     |
| 17 luglio 2015   | Lakewood          | Stati Uniti         | Lakewood Civic Auditorium                          |
| 19 luglio 2015   | Atlanta           | Stati Uniti         | Cobb Energy Performing Arts Center                 |
| 21 luglio 2015   | Nashville         | Stati Uniti         | Ryman Auditorium                                   |
| 23 luglio 2015   | St. Louis         | Stati Uniti         | Peabody Opera House                                |
| 25 luglio 2015   | Rogers            | Stati Uniti         | Walmart AMP                                        |
| 27 luglio 2015   | Baton Rouge       | Stati Uniti         | Dixie Landin'                                      |
| 29 luglio 2015   | Birmingham        | Stati Uniti         | BJCC Concert Hall                                  |
| 31 luglio 2015   | Jacksonville      | Stati Uniti         | Florida Theatre                                    |
| 1 agosto 2015    | Miami Beach       | Stati Uniti         | The Fillmore Miami Beach at Jackie Gleason Theater |
| 2 agosto 2015    | Clearwater        | Stati Uniti         | Ruth Eckerd Hall                                   |
| 3 agosto 2015    | Orlando           | Stati Uniti         | Dr. Phillips Center for the Performing Arts        |
| 5 agosto 2015    | San Antonio       | Stati Uniti         | Tobin Center for the Performing Arts               |
| 6 agosto 2015    | Houston           | Stati Uniti         | Revention Music Center                             |
| 7 agosto 2015    | Midland           | Stati Uniti         | Wagner Noël Performing Arts Center                 |
| 8 agosto 2015    | Grand Prairie     | Stati Uniti         | Verizon Theatre at Grand Prairie                   |
| 10 agosto 2015   | Phoenix           | Stati Uniti         | Comerica Theatre                                   |
| 12 agosto 2015   | Costa Mesa        | Stati Uniti         | Pacific Amphitheatre                               |
| 13 agosto 2015   | San Jose          | Stati Uniti         | Event Center at SJSU                               |
| 14 agosto 2015   | Santa Rosa        | Stati Uniti         | Wells Fargo Center for the Arts                    |
| 15 agosto 2015   | Bakersfield       | Stati Uniti         | Rabobank Arena                                     |
| 17 agosto 2015   | Las Vegas         | Stati Uniti         | Pearl Concert Theater                              |
| 19 agosto 2015   | Denver            | Stati Uniti         | Paramount Theatre                                  |
| 21 agosto 2015   | Kansas City       | Stati Uniti         | Uptown Theater                                     |
| 23 agosto 2015   | Milwaukee         | Stati Uniti         | Riverside Theater                                  |
| 25 agosto 2015   | Buffalo           | Stati Uniti         | Shea's Performing Arts Center                      |
| 26 agosto 2015   | Albany            | Stati Uniti         | Palace Theatre                                     |
| 28 agosto 2015   | Washington        | Stati Uniti         | Warner Theatre                                     |
| 30 agosto 2015   | New York          | Stati Uniti         | Beacon Theatre                                     |
| 31 agosto 2015   | Syracuse          | Stati Uniti         | New York State Fair                                |
| 2 settembre 2015 | Timonium          | Stati Uniti         | Maryland State Fair                                |
| 10 ottobre 2015  | Paradise Island   | Bahamas             | Atlantic Theatre                                   |
| Europa           |                   |                     |                                                    |
| 26 ottobre 2015  | Madrid            | Spagna              | La Riviera                                         |
| 31 ottobre 2015  | Amsterdam         | Paesi Bassi         | Melkweg                                            |
| 3 novembre 2015  | Londra            | Regno Unito         | O2 Shepherd's Bush Empire                          |
| 4 novembre 2015  | Manchester        | Regno Unito         | The Ritz                                           |
| 8 novembre 2015  | Francoforte       | Germania            | Gibson Club                                        |
| 9 novembre 2015  | Parigi            | Francia             | Le Trianon                                         |
| Nord America     |                   |                     |                                                    |
| 25 novembre 2015 | Città del Messico | Messico             | El Plaza Condesa                                   |
| Asia             |                   |                     |                                                    |
| 12 febbraio 2016 | Dubai             | Emirati Arabi Uniti | Dubai Media City Amphitheater                      |

## Concerti annullati o spostati
| Data              | Città      | Nazione     | Sede                  | Motivo                                                         |
| ----------------- | ---------- | ----------- | --------------------- | -------------------------------------------------------------- |
| 18 luglio 2015    | Cincinnati | Stati Uniti | PNC Pavilion          | Cancellato per partecipazione del gruppo ai BET Players Awards |
| 16 settembre 2015 | Puyallup   | Stati Uniti | Washington State Fair | Cancellato a causa di malessere dei membri del gruppo          |

## Artisti d'apertura
- Mahogany Lox (In Nord America dal 27 febbraio 2015 al 6 aprile 2015)[2]
- Jasmine V (In Nord America dal 27 febbraio 2015 al 6 aprile 2015)[2]
- Jacob Whitesides (In Nord America dal 27 febbraio 2015 al 6 aprile 2015)[2]
- Common Kings (In Nord America dal 15 luglio 2015 al 2 settembre 2015)[4]
- Bea Miller (In Nord America dal 15 luglio 2015 al 2 settembre 2015)[4]
- Natalie La Rose (In Nord America dal 15 luglio 2015 al 2 settembre 2015)[4]
- The Never Endin (In Nord America dal 15 luglio 2015 al 2 settembre 2015)[4]
- Paul Rey (In Germania e in Francia)[5]
- Dionne Bromfield (Nel Regno Unito)[5]
- ARI (In Messico)
- Meli G (In Messico)